# 拉柏多自然保护区
拉柏多自然保护区（英語：Labrador Nature Reserve），亦称拉柏多公园（英語：Labrador Park），位于新加坡南部的沿海地区，设立于2002年，占地10英亩，因拥有海岸悬崖与茂盛的次生森林而闻名。 该保护区在二战时期是英国占领新加坡时的制高点，因此保留了许多战争遗迹，包括二战期间的碉堡以及英军为向地面供应军火而建造的地下秘密隧道。

## 历史
拉柏多自然保护区的原名是巴西班让炮台（Fort Pasir Panjang），其历史可追溯到19世纪。巴西班让炮台建于1878年，是英军为捍卫新加坡领土而建造的沿海碉堡之一。 这座炮台设有两个火炮平台，与位于圣淘沙岛的西乐索炮台（Fort Siloso）一道，构成吉宝港（Keppel Harbour）的防御基地。 1892年，这座炮台增建了地下弹药库、居住空间与秘密隧道。
1938年，由于战争爆发的可能性日益增大，英军对新加坡的海防系统进行了全面检查，并断定日军会从巴西班让海滩（Pasir Panjang Beach）登陆入侵新加坡 。为了防止日军从海滩登陆新加坡，英军在巴西班让炮台上安装了两门6毫米火炮。 这门火炮重达37吨，可发射102磅的炮弹，射程可达10英里。 为了抵御日军的侵略，英军将这两门火炮面向大海。 另外，为侦测和追踪敌军舰船，并防止敌军夜袭，英军在这座炮台上装设了多盏探照灯。
不过，由于日军并未从巴西班让海滩入侵新加坡，英军的防守措施未能起到实际作用。日军在占领马来亚半岛后迅速修复英军炸毁的新柔长堤并登陆新加坡，并无日军舰船通过巴西班让海滩登陆新加坡。 因此，许多安置于巴西班让炮台的军事装备都被弃置了。 1942年2月，为了拖住日军的进攻步伐，英军只好将火炮旋转大约180度。 然而，由于炮台地势相对平缓，此举并未对日军造成明显影响。 这座炮台在新加坡战役期间被英军用来储存弹药与军用装备，但在英军向日军投降后被拆除。
二战结束后，巴西班让海滩及其附近设施人迹罕至，只有大自然爱好者偶尔前来参观。 此地区在1951年被新加坡政府划为自然保护区，但于1973年降级为自然公园。 政府当时尚未制定法令防止自然公园的破坏，因此不少人担心这座自然公园会被改造为一个工业区。 正因如此，公众希望有关当局采取措施维护公园独有的自然环境，尤其是新加坡唯一一座海岸山崖。
1992年，为平衡城市发展与绿色环保，新加坡环境及水源部出台了“新加坡绿色计划”（Singapore Green Plan）。 拉柏多自然公园在该计划下被划为保护区。新加坡港务团体（Port of Singapore Authority）为此更改了发展计划，以保护公园内丰富的海洋生物。 1996年制定的公园发展计划包括修复公园内的战争遗迹、设立告示牌向访客解释这些战争遗迹的历史意义。
2001年11月，政府宣布将拉柏多自然公园打造为一个自然保护区。 国家公园局官员在公园进行考察时无意发现英军在二战前建造的秘密隧道。 这些隧道已被草木遮掩多年，直到2001年才被发现。2005年，两条隧道已向公众开放  ；除了隧道以外，访客也可以看到许多战争遗迹，如机枪哨所、观察哨、军火库等等。
2006年，拉柏多自然保护区内增设了餐饮和住宿设施。保护区内的第一家酒店——雨树别墅度假村（Villa Raintree Resort and Spa）于2006年底开业，场内设有60间客房与一个水疗中心。
2008年，市区重建局宣布斥资1000万新元建造拉柏多自然与海岸径（Labrador Nature and Coastal Walk），将亚历山大路、吉宝港口与这座保护区连接起来。 这条2.1公里长的自然路径于2012年1月正式落成，共分三段：柏莱雅溪红树小径（Berlayer Creek）、武吉慈明港景径（Bukit Chermin Boardwalk）以及亚历山大花园小径（Alexandra Garden Trail）。

## 生物多样化
拉柏多自然保护区虽面积较小，但拥有丰富的生物多样性。访客可在保护区内找到70多种鸟类和11种蝴蝶。

## 保护区特点

### 龙牙门

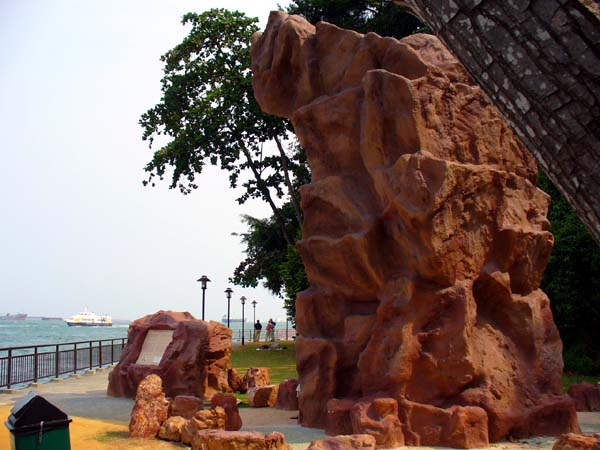
龙牙门

龙牙门是一块位于拉柏多公园的大尖石，它的形状犹如锋利的龙牙，因此取名为“龙牙门”。 这块大尖石在马来语中俗称“Batu Berlayar”（航海之石），英国水手则称之为“罗得之妻”（Lot's Wife）。 根据历史记载，有一位名为汪大渊的航海家穿过新加坡海峡时用这块大尖石来辨认方位。

### 自然路径
拉柏多自然与海岸径全长2.1公里，由亚历山大花园小径、柏莱雅溪红树小径和武吉慈明港景径组成。 访客可通过这条自然路径探索保护区内种类众多的自然栖息地、近距离接触红树林中的动物和植物，也可边散步边欣赏海景。

## 图片集

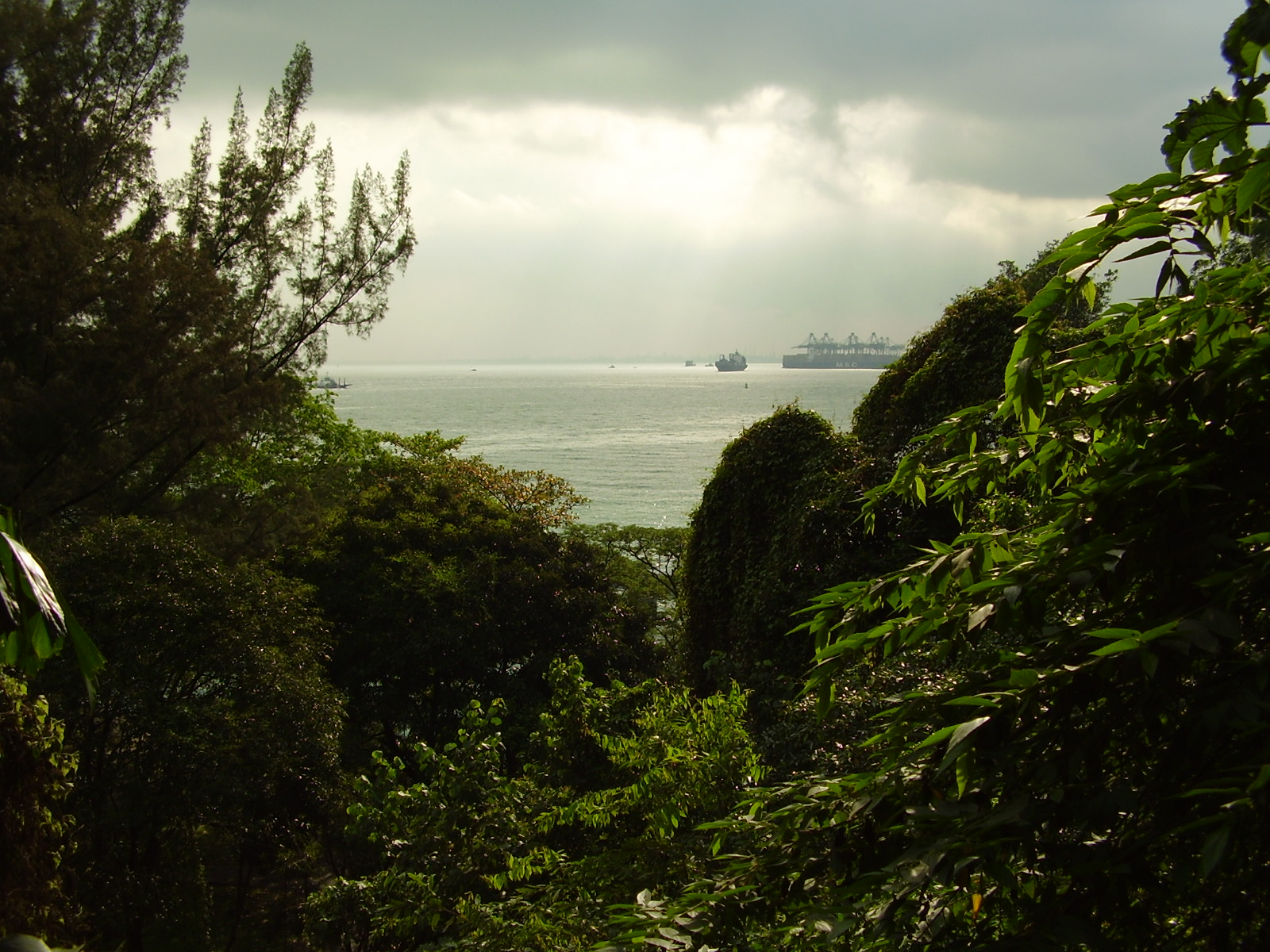
拉柏多公园山崖，图片正面向大海
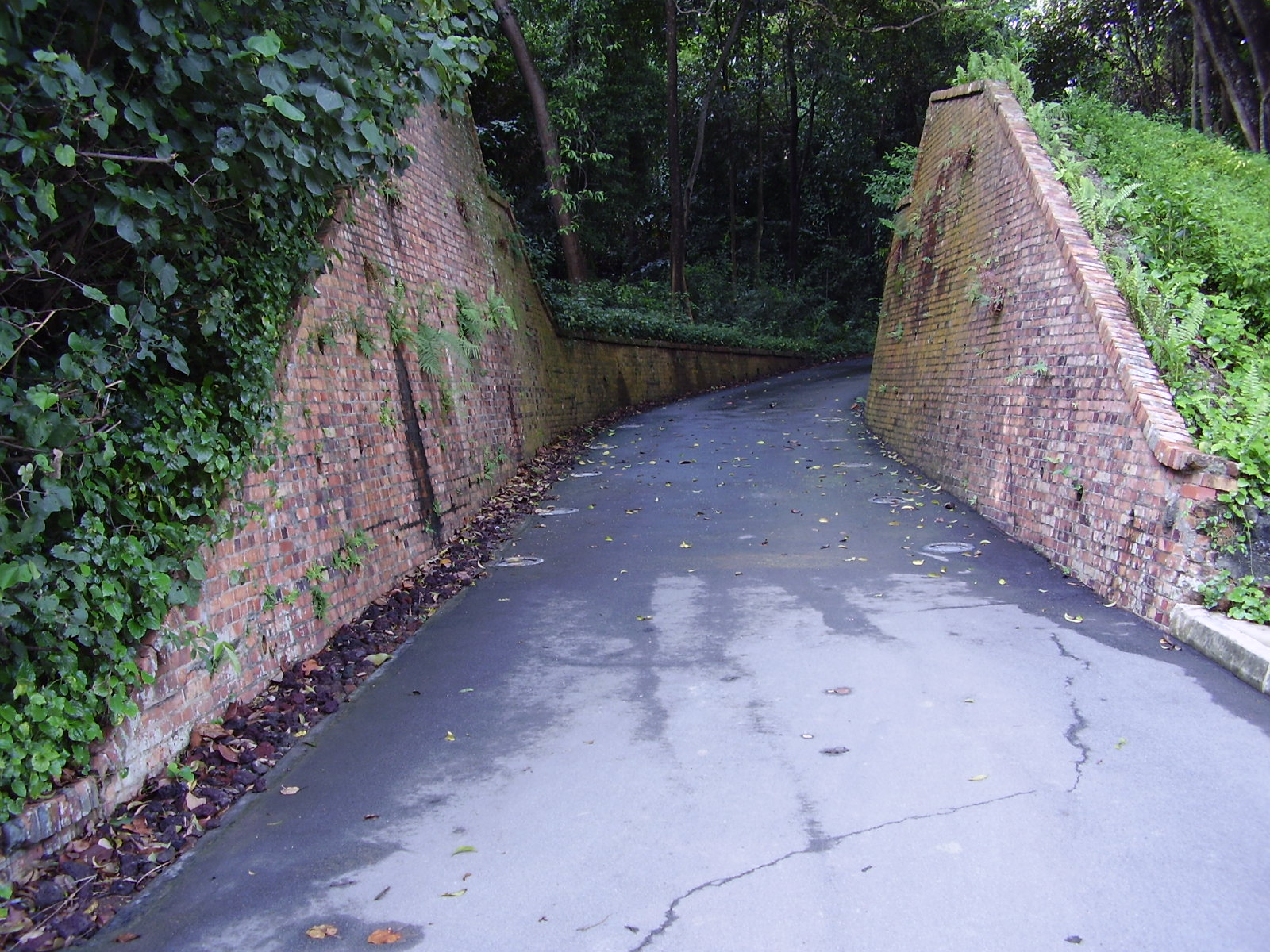
巴西班让炮台的入口处
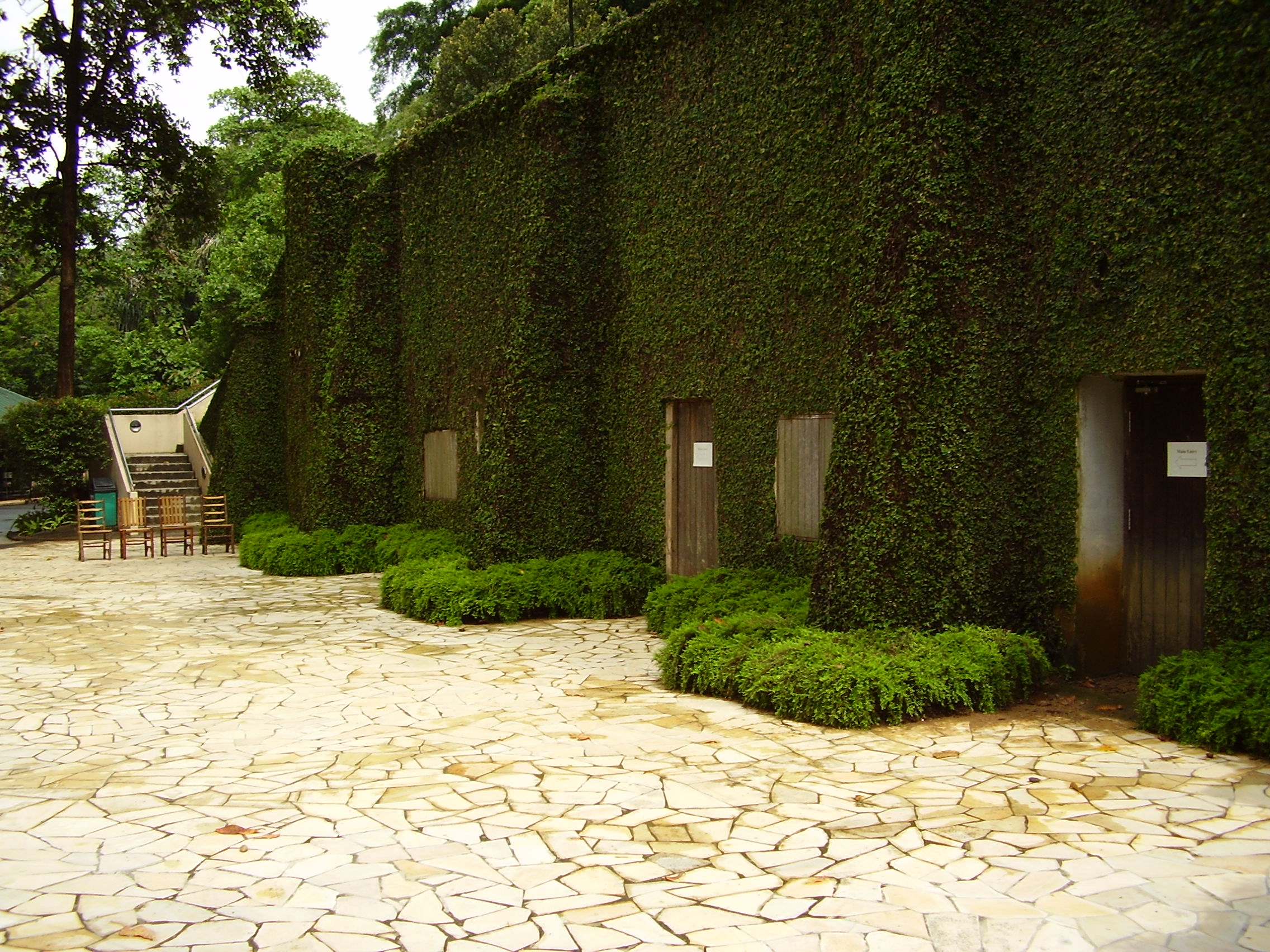
英军在二战前建造的秘密隧道
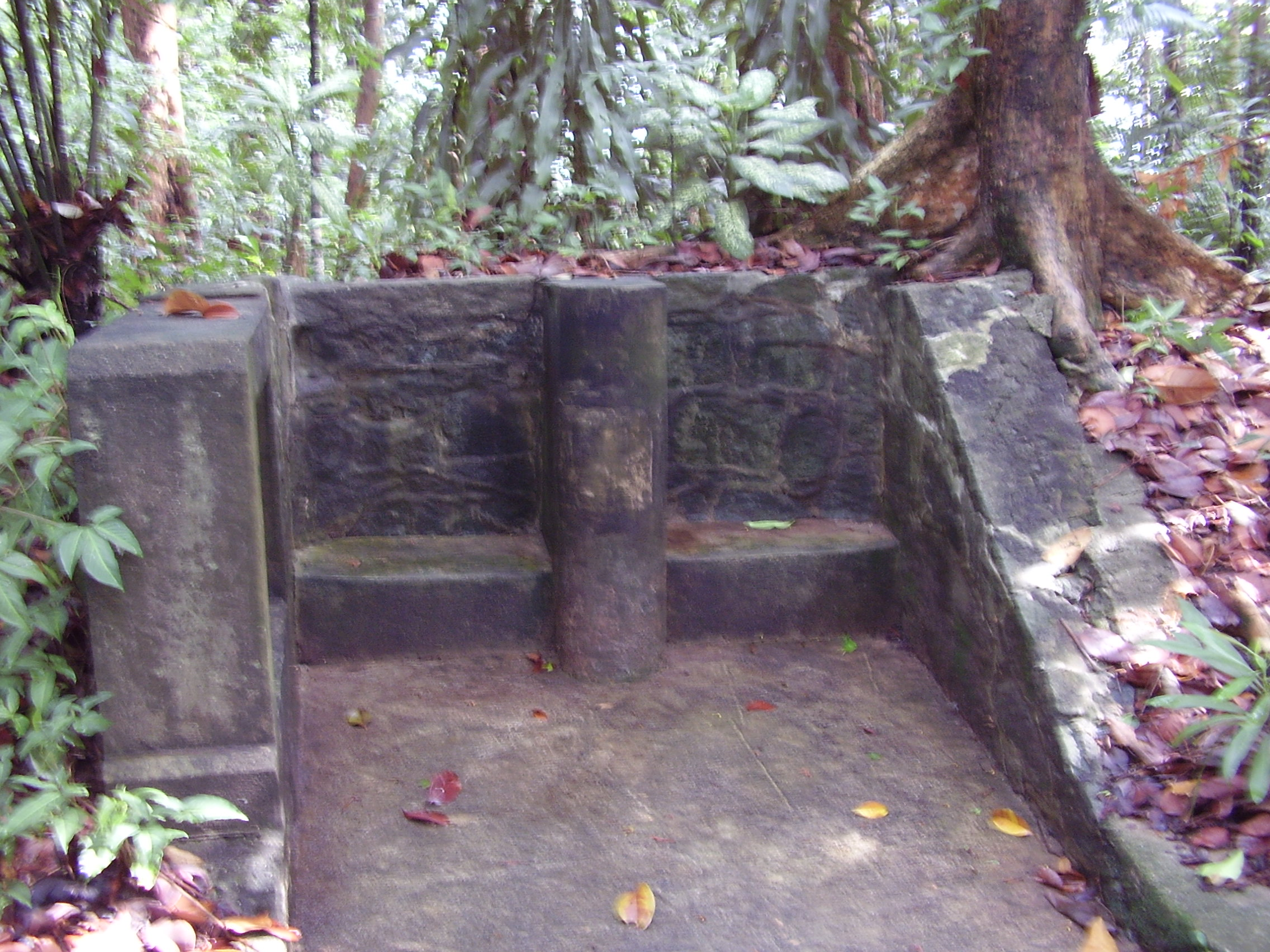
公园内的观察哨
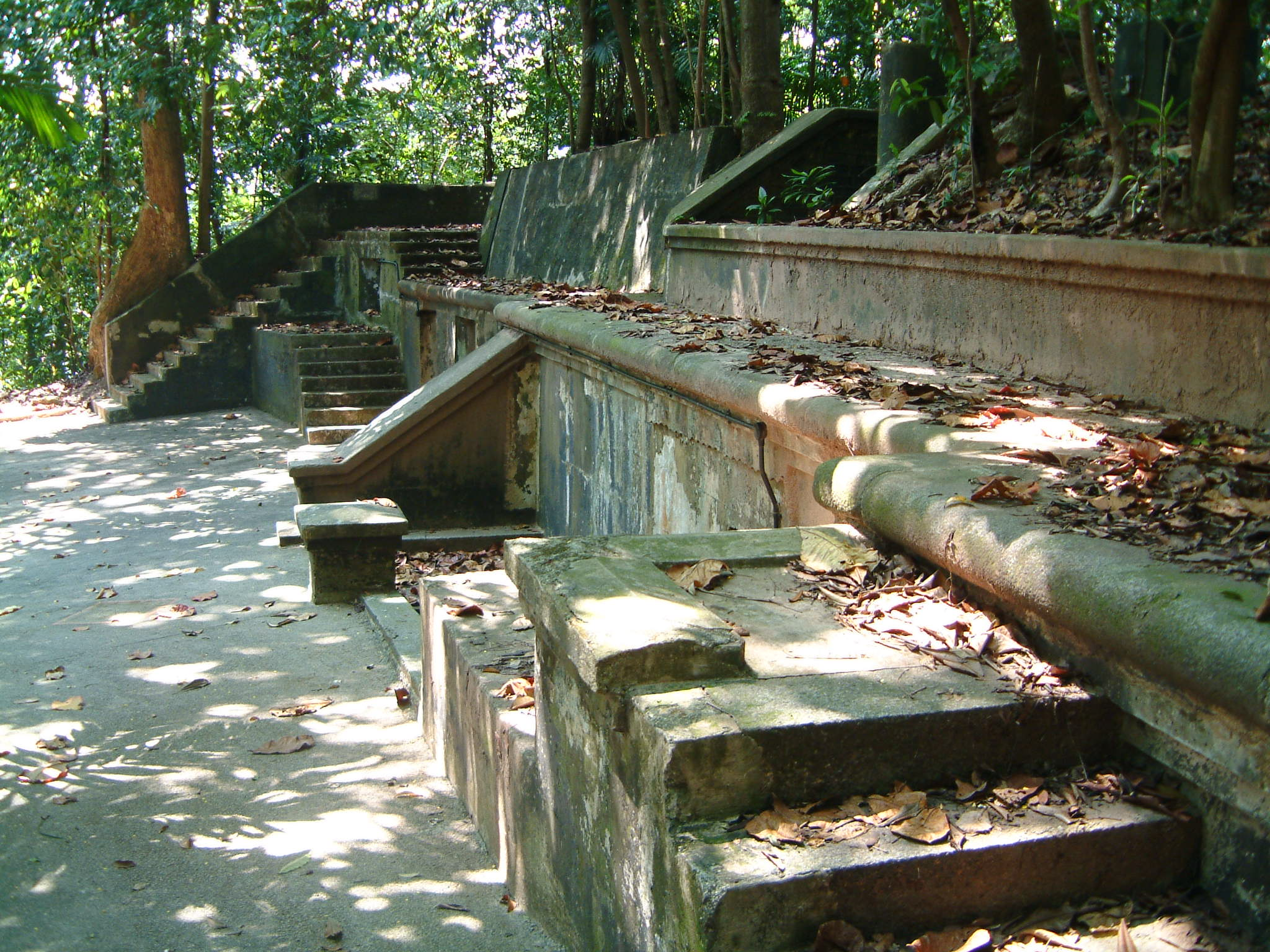
公园内的炮台
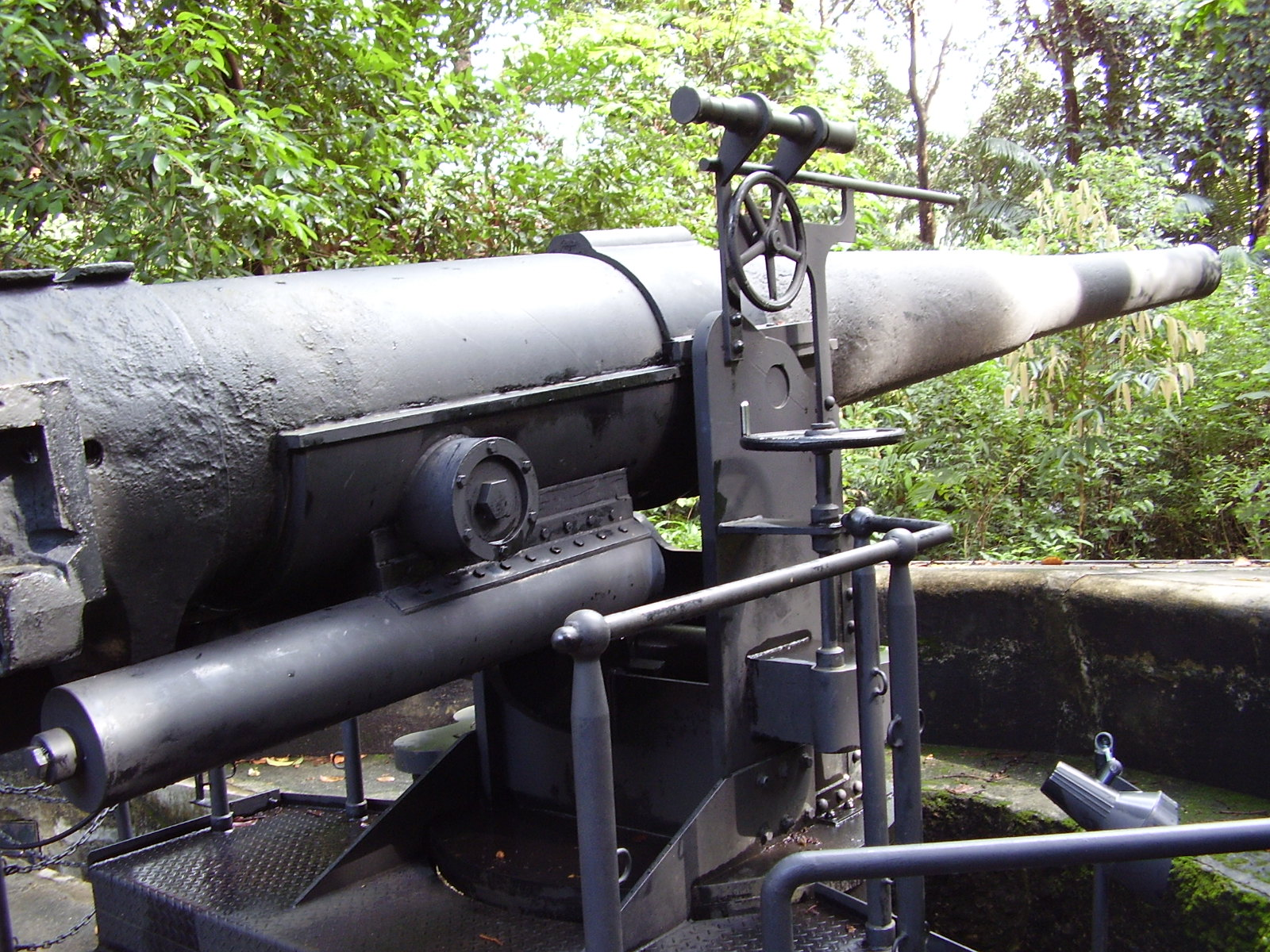
英军在二战前设立的炮位